# 京都市立乾隆小学校
京都市立乾隆小学校（きょうとしりつ けんりゅうしょうがっこう） は、京都市上京区にある公立小学校。

## 概要
明治2年（1869年）9月に上京第1番組小学校として開校した。同年に京都で設立された64の番組小学校の一つである。
校名の乾隆は、1876年（明治9年）7月に、山田豊圓・橋本伝造により御所の乾（西北）の方角にある学区の隆昌を願い名付けられたとされる。1735年～1796年にかけて在位した中国清朝第6代皇帝で、文化方面でも多くの業績を残した乾隆帝にあやかったとの説もある。
幾度の校名の変更を経て、開校から78年後の1947年（昭和22年）の4月には、現在の京都市立乾隆小学校に改称された。また、1999年（平成11年）には、築後61年の旧校舎の改築が決定し、その2年後の2001年（平成13年）に、現在の鉄筋コンクリート造一部4階建ての新校舎が完成した。
本校では、西陣地区であるという特性を生かし、京都の伝統産業である西陣織を、総合的な学習の時間において小学3年生から学んでいる。

## 沿革
- 1869年（明治2年） - 上京第一番組小学校として開校
- 1872年（明治5年） - 上京第三校と改称
- 1876年（明治9年） - 上京第三区乾隆小学校と改称
- 1879年（明治12年）- 上京区乾隆小学校と改称
- 1882年（明治15年）- 裁縫専修科を設置
- 1887年（明治20年）- 上京区乾隆尋常小学校と改称
- 1890年（明治23年）- 幼稚保育科を付設
- 1892年（明治25年）- 京都市乾隆尋常小学校と改称
- 1899年（明治32年）- 校章を制定
- 1900年（明治33年）- 校旗を制定
- 1901年（明治34年）- 2年程度の高等科を併置し、京都市乾隆尋常高等小学校と改称
- 1908年（明治41年）- 京都市乾隆尋常小学校と改称
- 1923年（大正12年）- 高等科2年を併置し、京都市乾隆尋常高等小学校と改称
- 1938年（昭和13年）- 鉄筋コンクリート校舎竣工式挙行
- 1941年（昭和16年）- 京都市乾隆国民学校と改称
- 1947年（昭和22年）- 京都市立乾隆小学校と改称
- 1954年（昭和29年）- 現在の校歌を制定
- 1999年（平成11年）- 校舎改築決定
- 2001年（平成13年）- 校舎改築竣工式典挙行
- 2019年（平成31年）- 開校から150年

## 所在地
- 京都市上京区寺之内通千本東入1丁目下る姥ヶ寺之前町919-3[4]

## 通学区域
乾隆小学校の通学区域は、後述の乾隆学区と嘉楽学区の一部である。嘉楽学区にあった当時の嘉楽国民学校（のちの嘉楽中学校）は昭和18年（1943年）に高等科のみとなり、以降、嘉楽学区の一部が乾隆小学校の通学区域に含まれることになった。

## 著名な卒業生
- 佐藤裕久（実業家、株式会社バルニバービ創業者、代表取締役会長CEO兼CCO、一般社団法人 日本飲食団体連合会副会長、日本ファインダイニング協会（JFDA）副会長）
- 野村正樹 (建築家)[11]
- 都はるみ（女性演歌歌手）
- 長田庄平（お笑い芸人・チョコレートプラネット）
- なかの綾（歌手）

## 乾隆学区
乾隆学区（けんりゅうがっく）は、京都市の学区（元学区）のひとつ。京都市上京区に位置する。明治初期に成立した地域区分である「番組」に起源を持ち、学区名の由来ともなる乾隆小学校のかつての通学区域であり、今でも地域自治の単位となる地域区分である。
明治2年（1869年）の第二次町組改正により成立した上京第1番組に由来し、同年には、区域内に上京第1番組小学校（のちに乾隆に校名を改称）が創立した。明治5年（1872年）には上京第3区、明治12年（1879年）には区が組となり上京第3組となった。学区制度により明治25年（1892年）には上京第17学区となった。
昭和4年（1929年）に、学区名が小学校名により改称され、上京第17学区から乾隆学区となった。昭和17年（1942年）に京都市における学区制度は廃止されるが、現在も地域の名称、地域自治の単位として用いられている。

### 人口・世帯数
京都市内では、概ね元学区を単位として国勢統計区が設定されており、乾隆学区の区域に設定されている国勢統計区（上京区第7国勢統計区）における令和2年（2020年）10月の人口・世帯数は2,908人、1,575世帯である。

### 地理
上京区の北西部に位置する学区であり、東側は成逸学区と西陣学区、南側は嘉楽学区、西側は翔鸞学区、北側は北区（紫野学区と柏野学区）に接する。概ね区域は、東は浄福寺通、西は千本通、北は廬山寺通、南は五辻通であり、面積は0.226平方キロメートルである。

### 乾隆学区内の通り

#### 東西の通り
- 廬山寺通
- 寺之内通
- 上立売通
- 五辻通

#### 南北の通り
- 智恵光院通
- 浄福寺通
- 千本通

### 乾隆学区の町名
- 大黒町
- 杉若町
- 閻魔前町
- 西五辻北町
- 花車町
- 作庵町
- 牡丹鉾町
- 西社町
- 戌亥町
- 木瓜原町
- 西芦山寺町
- 北玄蕃町
- 歓喜町
- 中猪熊町
- 西熊町
- 姥ケ北町
- 新猪熊東町
- 姥ケ寺之前町
- 井田町
- 新猪熊町
- 蛭子町
- 真倉町
- 姥ケ榎木町
- 姥ケ東西町
- 桐木町
- 姥ケ西町

## 周辺

### 乾隆学区内の主な施設
- 引接寺（千本ゑんま堂）
- 石像寺（釘抜地蔵）
- 京都市バス・乾隆校前（けんりゅうこうまえ）バス停